# Hilder Werner
Hilder Josef Yngve Werner, född 13 april 1841 i Örebro, död 27 maj 1913 i Lidköping, var en svensk teckningslärare, skriftställare, målare och tecknare.
Han var son till fanjunkaren Johan Werner och Margareta Schmidt. Efter studier vid Örebro läroverk arbetade han en tid som handelsbokhållare innan han 1861 öppnade en egen diversehandel i Falköping-Ranten. Han var elev vid Konstakademien 1869-1871 och tjänstgjorde som teckningslärare vid Lidköpings lägre allmänna läroverk 1876–1908. Under 1860- och 1870-talen reste han omkring i Falbygden och förtecknade samt ritade av fornminnen och arkeologiska föremål, dessa förteckningar och teckningar inlöstes av Statens historiska museum efter hans död. Han var sparsam med utställningar och det finns bara en notering om att han medverkade i en konstutställning i Linköping 1877. Som författare utgav han en rad skrifter om Västergötlands fornminnen som han själv illustrerade dessutom gjorde han sig känd som en kunnig numismatiker. Ett stort antal av hans planscher med fornminnen, västgötska kyrkor, kyrkoinventarier, gravstenar och jordfunna föremål förvaras vid Lidköpings museum. Som konstnär arbetade han med rödkrita, blyerts eller olja.         